# لوروا ميرسير
لوروا ميرسير (بالإنجليزية: Eugene Mercer)‏ هو منافس ألعاب قوى أمريكي، ولد في 30 أكتوبر 1888 في كينيت سكوير في الولايات المتحدة، وتوفي في 2 يوليو 1957.

## وصلات خارجية
- لوروا ميرسير على موقع أوليمبيديا (الإنجليزية)